# Lothrop Stoddard
Lothrop Stoddard (Brookline, Massachusetts, 1883 - 1950) fou un historiador que defensà teories sobre el racisme científic i l'eugenèsia per combatre el perill que segons ells suposava la creixent immigració de persones d'altres races per a la supremacia blanca. Les seves idees foren adoptades pel nazisme, règim que el va convidar com a periodista però que Stoddard denuncià.

## Pensament
Stoddard creia que el món es podia dividir en dos blocs racials: blancs i de color, incloent dins el segon qualsevol varietat negra o asiàtica. Dins la raça blanca distingia tres grups: nòrdic, alpí i mediterrani, seguint les teories de Madison Grant, essent la raça nòrdica la superior i la que calia fomentar amb l'eugenèsia. La raça blanca està íntimament lligada a la civilització occidental, per la qual cosa per a ell la barreja racial suposa el fi de la cultura d'Occident.

## Obres més destacades
- The Rising Tide of Color Against White World-Supremacy (1920)
- The Revolt Against Civilization: The Menace of the Under Man (1922)
- Clashing Tides of Color (1935)
- Into the Darkness: Nazi Germany Today (1940)